# 貢寮福隆商圈
貢寮福隆商圈範圍以新北市貢寮區福隆火車站前及福隆海水浴場附近一帶為主。

## 概況
福隆商圈以「海洋音樂祭」聞名，每年吸引數十萬人次共襄盛舉。另外福隆鐵路便當，也具全國性知名度。本地特產有石花凍、鮑魚和九孔等，地方特色及知名度高，可朝向海洋精緻旅遊方向發展。

## 特色
以農、漁、養殖為業、盛產海鮮、九孔、紫菜、石花菜、山藥、西瓜等，常吸引老饕前往品嚐海鮮。

## 週邊觀光資源
福隆週邊具有龍門露營區、福隆遊客中心、福隆海水浴場等，其他鄉內則有遠望坑親水公園、雙溪河、靈鷲山無生道場、舊草嶺隧道等觀光景點。

## 外部連結
- 新北市形象商圈-貢寮福隆商圈